# Sorelle Mirabal

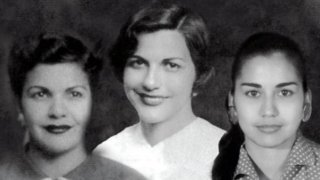
Patria, Minerva e María Teresa Mirabal

Patria Mercedes Mirabal (Ojo de Agua, 27 febbraio 1924 – Salcedo, 25 novembre 1960), María Argentina Minerva Mirabal (Ojo de Agua, 12 marzo 1926 – Salcedo, 25 novembre 1960), Antonia María Teresa Mirabal (Ojo de Agua, 15 ottobre 1935 – Salcedo, 25 novembre 1960) e Bélgica Adela Mirabal-Reyes (Ojo de Agua, 1º marzo 1925 – Salcedo, 1º febbraio 2014) sono state quattro sorelle dominicane che si opposero alla dittatura di Rafael Leónidas Trujillo. Tre di esse furono assassinate il 25 novembre 1960 a causa della loro dissidenza. L'ultima sorella, Bélgica Adela, morì di cause naturali nel 2014.

## Storia

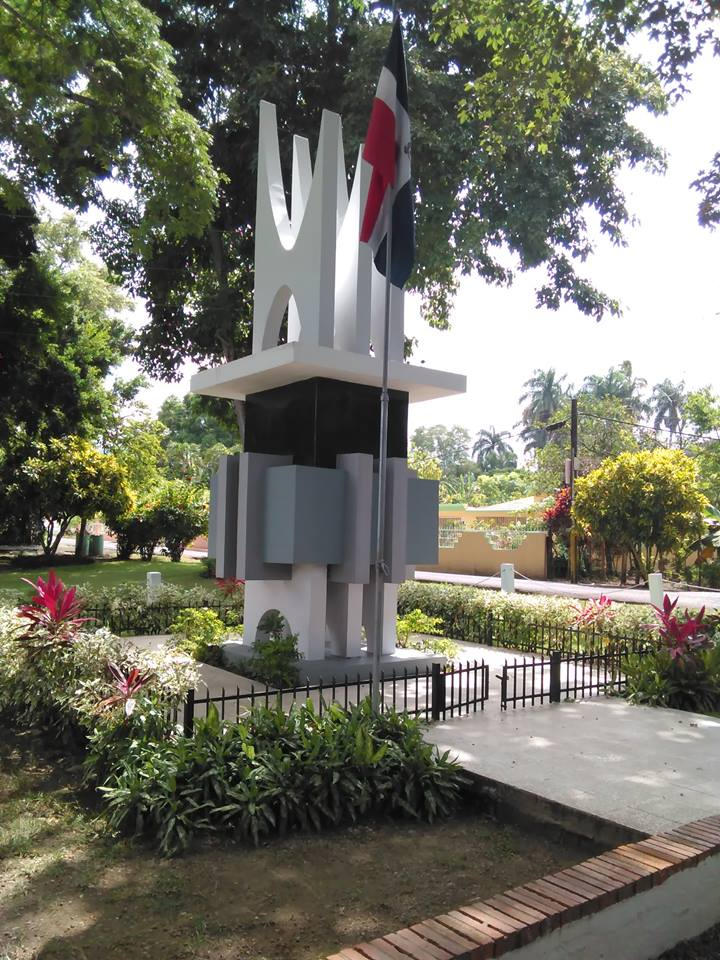
Monumento alle sorelle Mirabal

Le sorelle Patria, Minerva e María Teresa, figlie dei coniugi Mercedes Reyes ed Enrique Mirabal, nacquero e crebbero a Ojo de Agua, all'epoca denominata Provincia di Salcedo, nella Repubblica Dominicana. Vissero la loro gioventù negli anni della dittatura trujillista, una delle più dure dell'America Latina. Quando Trujillo salì al potere, la loro famiglia (come molte altre nel paese) perse quasi totalmente i propri beni, prima nazionalizzati, poi incamerati direttamente dal dittatore nei suoi beni privati. Le sorelle Mirabal decisero negli anni cinquanta di impegnarsi con decisione nei confronti della lotta contro la dittatura. 
Patria Mirabal, la maggiore delle sorelle, contrasse matrimonio nel 1942 con Pedro González Cruz, e dall'unione nacquero quattro figli: Nelson, Noris, Mercedes e Raúl Ernesto.
Minerva Mirabal, donna di gran cultura e volontà di ferro, militò nella resistenza antitrujillista dal 1949. Nel 1954 si sposò con Manuel Aurelio Tavares Justo (Manolo) e i due ebbero due figli: Minou e Manolo. Minerva proseguì i suoi studi presso la facoltà di diritto dell'Università di Santo Domingo, laureandosi in diritto nel 1957.
María Teresa Mirabal studiò presso la facoltà di ingegneria e architettura di Santo Domingo, ottenendo il titolo di agronomo. Con le sorelle condivise l'impegno per porre fine alla dittatura trujillista. Nel 1958 si sposò con l'ingegnere Leandro Guzmán, con il quale nel 1959 ebbe una figlia, Jacqueline.
La ribellione e l'impegno di queste tre giovani donne di fronte alle atrocità del regime presero il via con la costituzione nel 1960 del "Movimento 14 giugno", sotto la direzione di Manolo Travares Justo, dove prima Minerva e poi anche María Teresa usarono come nome in codice Mariposas ("Farfalle").
Questo gruppo politico clandestino si espanse in tutto il paese, strutturato in nuclei i quali combatterono la dittatura. Nel gennaio del 1960 il movimento venne scoperto dalla polizia segreta di Trujillo, il SIM (Servicio de Inteligencia Militar), e i suoi membri vennero perseguiti e incarcerati; tra questi le sorelle Mirabal e i rispettivi mariti. Molti dei prigionieri vennero inviati al carcere di "La 40" (carcere di tortura e morte). Le sorelle vennero liberate alcuni mesi dopo, ma i loro coniugi restarono reclusi. Il 25 novembre 1960 le sorelle Mirabal, accompagnate dall'autista Rufino de la Cruz, andarono a fare visita ai mariti Manolo e Leandro, trasferiti nel carcere della città di Puerto Plata. L'auto sulla quale viaggiavano le tre sorelle e l'autista venne intercettata e i passeggeri vennero costretti a scendere dal veicolo e condotti in un luogo appartato, una piantagione di canna da zucchero, dove vennero uccisi a bastonate; i loro corpi vennero poi rimessi nel veicolo sul quale stavano viaggiando, che venne fatto precipitare da un dirupo per simulare un incidente.
Con la morte delle sorelle Mirabal, Trujillo credette di aver eliminato un problema, ma ciò causò grandi ripercussioni nell'opinione pubblica dominicana (nonostante la censura): molte coscienze si scossero e il movimento culminò con l'assassinio di Trujillo nel 1961.

## Eredità storica e riconoscimenti
In molti paesi il 25 novembre si commemora la Giornata internazionale per l'eliminazione della violenza contro le donne. La commemorazione di questa data ha origine dal primo Incontro Internazionale Femminista, celebrato in Colombia nel 1981. In quell'incontro la Repubblica Dominicana propose questa data in onore delle tre sorelle Patria, Minerva e Maria Teresa Mirabal. Progressivamente, molti paesi si unirono nella commemorazione di questo giorno, come simbolo del clamore e della denuncia del maltrattamento fisico e psicologico di donne e bambine. Nel 1998 l'assemblea Generale delle Nazioni Unite approvò all'unanimità la internazionalizzazione della commemorazione di questa data. Il 17 dicembre 1999 l'assemblea generale delle Nazioni Unite approvò la risoluzione 54/134, con cui scelse la data del 25 novembre per la giornata internazionale per l'eliminazione della violenza contro le donne, sempre in omaggio alle sorelle Mirabal.
Nel 1995 la scrittrice dominicana Julia Alvarez pubblicò il libro Il tempo delle farfalle, da cui fu tratto nel 2001 il film In the Time of the Butterflies con Salma Hayek nel ruolo di Minerva. Jaime David Fernandez Mirabal, un figlio della quarta sorella Mirabal, Bélgica Adela "Dedé" Mirabal-Reyes (inizialmente non coinvolta nel movimento contro Trujillo), è membro attivo del Partito della Liberazione Dominicana (PLD) e ha ricoperto la carica di vicepresidente della Repubblica dal 1996 al 2000 durante il primo periodo della presidenza di Leonel Fernández.
La città di Bologna ha intitolato un giardino pubblico a loro nome.
Il comune di Imola ha intitolato un parco cittadino a loro nome chiamato "area verde Sorelle Mirabal": fra via Togliatti e via Serraglio.
Il comune di Milano ha intitolato i Giardini di via San Faustino a loro nome il 23 novembre 2023 alla presenza dell'assessore alla cultura del Comune di Milano Tommaso Sacchi, della presidente del Municipio 3 Caterina Maria Antola e della console generale della Repubblica Domenicana a Milano Arlene Pena Del Orbe.
Ispirandosi alla loro storia, Fiorella Mannoia canta Mariposa al Festival di Sanremo 2024.